# Cmentarz żydowski w Siedlcach (ul. Berka Joselewicza)
Najstarszy cmentarz żydowski w Siedlcach – został założony przed 1630 rokiem i znajdował się pomiędzy obecnymi ulicami Bpa. Świrskiego, Berka Joselewicza i Józefa Piłsudskiego. Był użytkowany do końca XVIII wieku, uległ zniszczeniu podczas II wojny światowej.